# خلل التنسج الإسكي الرضفي
خلل التنسج الإسكي الرضفي هو اضطراب وراثي جسمي سائد نادر، يتميز بنقص تنسج الرضفة وتشوّهات عظمية أخرى، تصيب بشكل خاص عظام الحوض والقدمَين.

## العلامات والأعراض
عادةً ما يعاني الأفراد المصابون بخلل التنسج الإسكي الرضفي من تشوهات في الرضفة وحزام الحوض، مثل غياب الرضفة أو تؤخّر التعظّم الرضفي والإسكي، وأثلام ضربة الفأس تحت الجوف الحقي. عادةً ما تكون الرضفة غائبة أو صغيرة عند الأفراد المصابين، وعندما تكون صغيرة غالبًا ما تكون منزاحة من مكانها أو مخلوعة جانبًا أيضًا. وقد تظهر تشوهات أخرى أيضًا في أجزاء أخرى من الهيكل العظمي. تشمل العلامات المميزة للمرضى الذين يعانون من خلل التنسج الرضفي الإسكي شذوذات القدم، ولا سيّما القدم المسطحة، وارتفاق أصابع القدم، وقصر أصابع القدم الرابع والخامس، وفجوة كبيرة بين أصابع القدم الأول والثاني، وتشوهات عظم الفخذ، والحنك المشقوق، وخلل البنية القحفية الوجهية.

## الأسباب
يعتبر خلل التنسج الإسكي الرضفي حالة عائلية. حُدّد موضع الخلل في هذه المتلازمة في المنطقة «سي إم «5.6 على الكروموسوم «17q22». عُثِر على طفرات في جين TBX4 (بروتين تي بوكس-4) تسبب خلل التنسج الرضفي بسبب الدور الأساسي الذي يلعبه البروتين الأخير في نمو وتطوّر الأطراف السفلية، كونه عامل انتساخ.

## التشخيص
يُشخَّص خلل التنسج الإسكي الرضفي عادةً من خلال الأدلة الشعاعية لأن التغيرات المميزة للمتلازمة تظهر بشكل واضح في الفحوص الشعاعية مثل تأخّر العمر العظمي أو غياب التعظّم. يجب إجراء مسح كامل للهيكل العظمي عند أي مريض يعاني من رضفة غائبة أو ناقصة التنسج، فمن المحتمل أن يكون مصاب بخلل التنسج الإسكي الرضفي. التصوير بالرنين المغناطيسي (إم آر آي) مفيد بشكل خاص في تشخيص متلازمة خلل التنسّج الرضفي الإسكي، وينصح به عندما يعاني الشخص المصاب بالمتلازمة من إصابة في الركبة.

## التاريخ
يُشار أحيانًا إلى خلل التنسج الإسكي الرضفي باسم متلازمة سكوت تاور، وتعود التسمية إلى الباحثين الذين وصفوا خلل التنسّج الإسكي الرضفي لأول مرة، وصنّفوه كاضطراب جسمي سائد في عام 1979، ما اعتبر إنجازًا مهمًا كونهم أول من لاحظ أنه اضطراب حميد منفصل عن متلازمة رضفة-ظفر الأكثر خطورة. الأسماء الشائعة الأخرى لمتلازمة خلل التنسج الرضفي الإسكي هي متلازمة الرضفة الصغيرة (إس بّي إس)، لأن الرضفة غالبًا ما تكون صغيرة أو غائبة في المرضى الذين يعانون من هذه المتلازمة، ومتلازمة ورك-قدم-رضفة.